# Isola Foyn
L'isola Foyn (in inglese Foyn Island in norvegese Foynøya i Antarktis) è un'isola che appartiene all'arcipelago delle Possession, situate nella parte occidentale del Mare di Ross, a 5 miglia nautiche a sud-est di capo McCormick, nella Terra Vittoria in Antartide. Foyn è la seconda isola del gruppo per estensione, dopo l'isola Possession.

## Storia

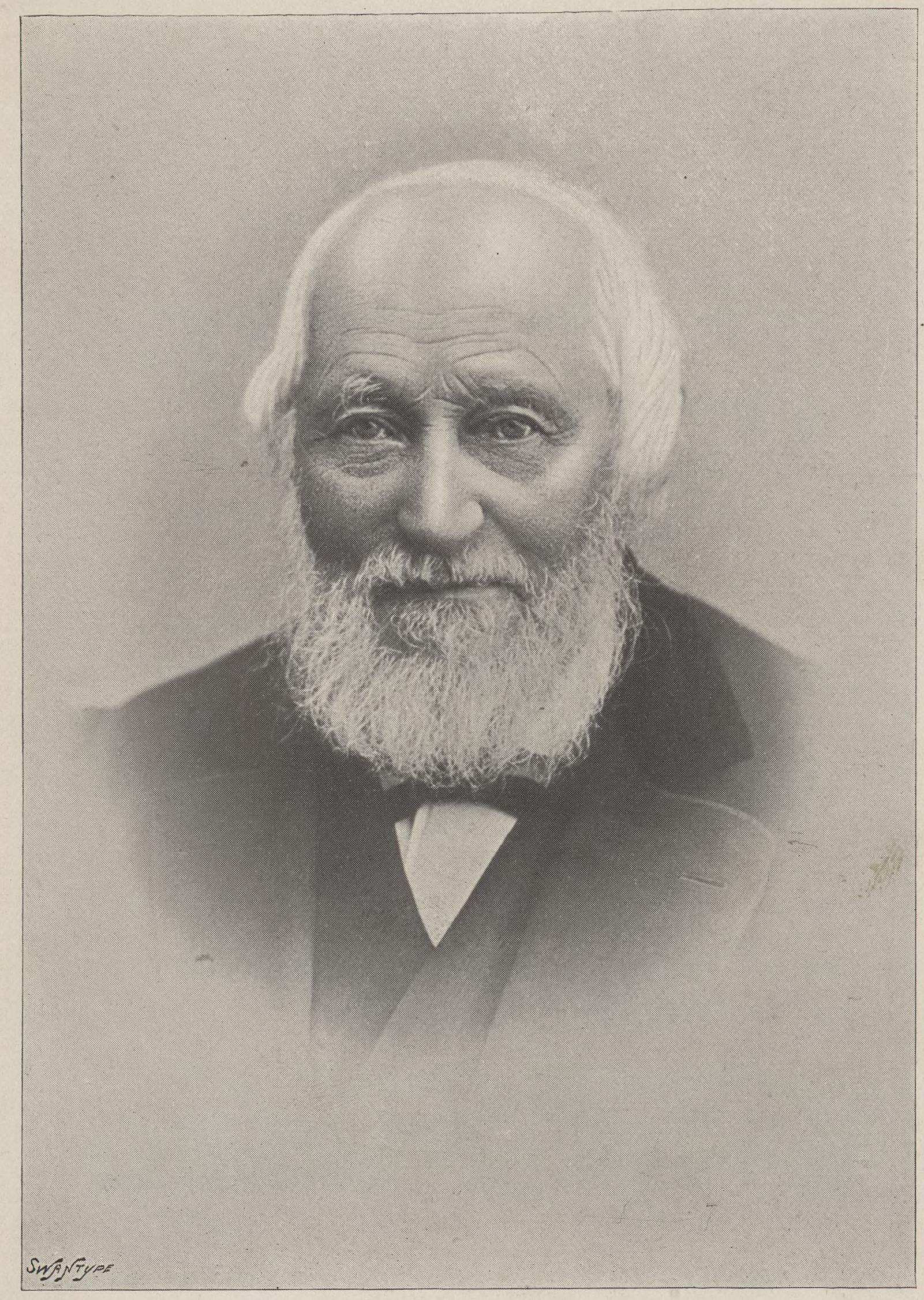
Svend Foyn, al quale è dedicata l'isola

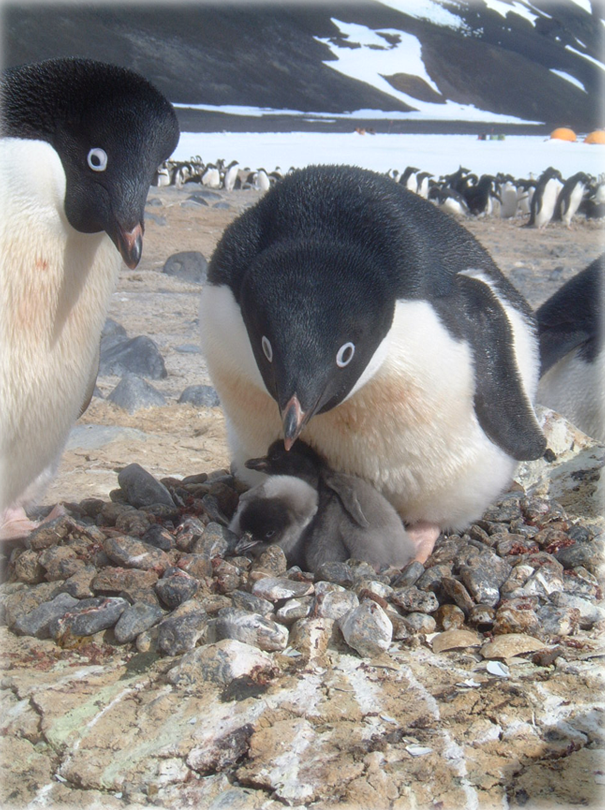
Pinguini di Adelia

L'isola venne scoperta durante la spedizione norvegese nell'Oceano Antartico sulla nave Antarctic.

## Origine del nome
I partecipanti alla spedizione sulla nave Antarctic dedicarono l'isola in onore dell'imprenditore norvegese Svend Foyn che rivoluzionò la caccia alla balena introducendo il cannone-arpione sulle baleniere e nuove tecniche per la caccia ai cetacei. Foyn fu il principale finanziatore di questo viaggio di ricerca. Il Comitato consultivo sui nomi antartici tradusse il nome in inglese nel 1962.

## Geografia
L'isola Foyn è la seconda per estensione nel gruppo di nove isole e isolotti delle Possession che si trovano nella parte occidentale del Mare di Ross, a circa 4 miglia dalla costa nord-orientale della Terra Vittoria e a sud di Capo McCormick.

## Aspetti naturalistici
Sull'isola di Foyn, che come le altre isole Possession è raramente oggetto di sbarco, vive una colonia di pinguini di Adelia.